# Sébastien Lecornu
Sébastien Lecornu (Eaubonne, 11 giugno 1986) è un politico francese, dal maggio 2022 Ministro delle Forze Armate.
Membro de La République En Marche ! (LREM) da quando ha lasciato i Repubblicani (LR) nel 2017, Lecornu è stato presidente del Consiglio dipartimentale dell'Eure dal 2015 al 2017. Nel governo, è stato segretario di Stato presso il ministro della transizione ecologica e inclusiva (2017-2018), ministro delle collettività territoriali (2018-2020) e ministro d'oltremare (2020-2022).

## Biografia
Nativo di Eaubonne, Val-d'Oise, è entrato a far parte dell'Unione per un Movimento Popolare (UMP) nel 2002 e ha studiato all'Università Panthéon-Assas.
Nel 2005 è diventato assistente parlamentare di Franck Gilard, membro dell'Assemblea nazionale per la 5ª circoscrizione dell'Eure; Lecornu era, all'epoca, il più giovane assistente parlamentare dell'Assemblea nazionale. Nel 2008 è diventato consigliere del Segretario di Stato per gli Affari Europei Bruno Le Maire; all'età di 22 anni Lecornu era il più giovane consigliere di un funzionario del governo del primo ministro François Fillon.
È membro della riserva operativa della Gendarmeria Nazionale con il grado di tenente. È stato nominato colonnello specialista di riserva nell'autunno del 2017.